# 藻礁

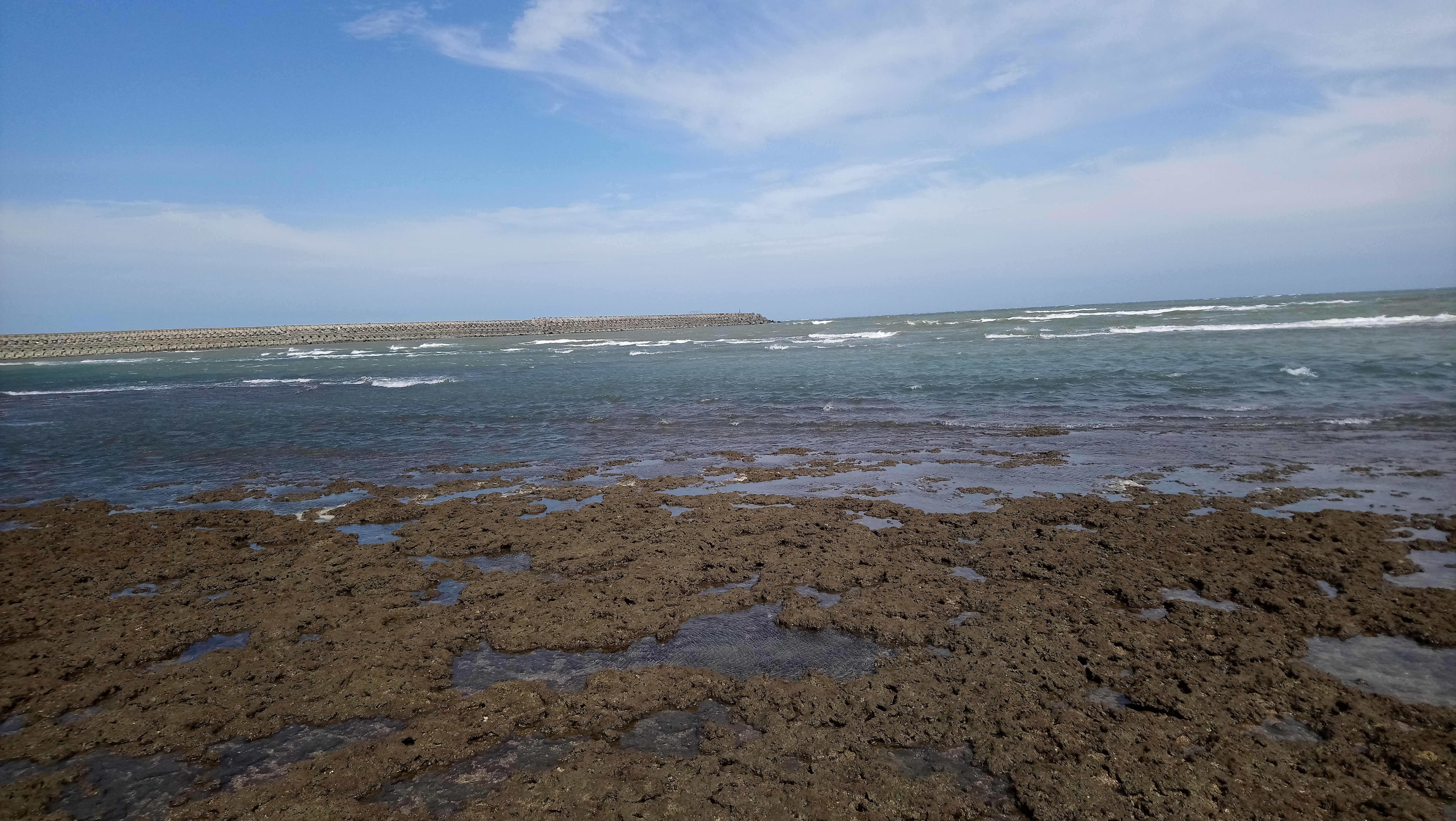
藻礁由無節珊瑚藻類死亡鈣化後所形成，為石灰岩礁體的「植物造礁」，平均十年成長一公分。

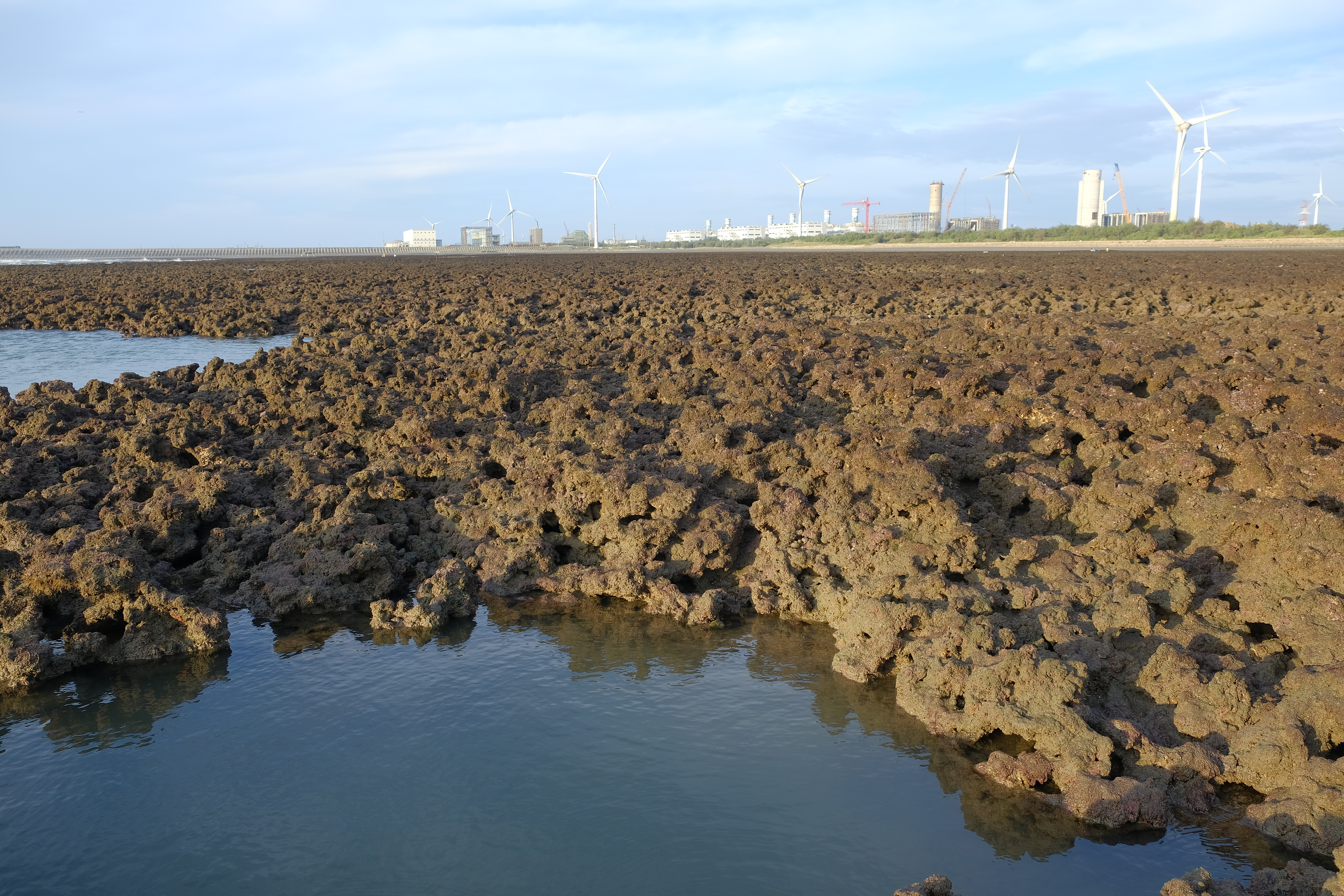
桃園市的觀新藻礁，2021年攝。

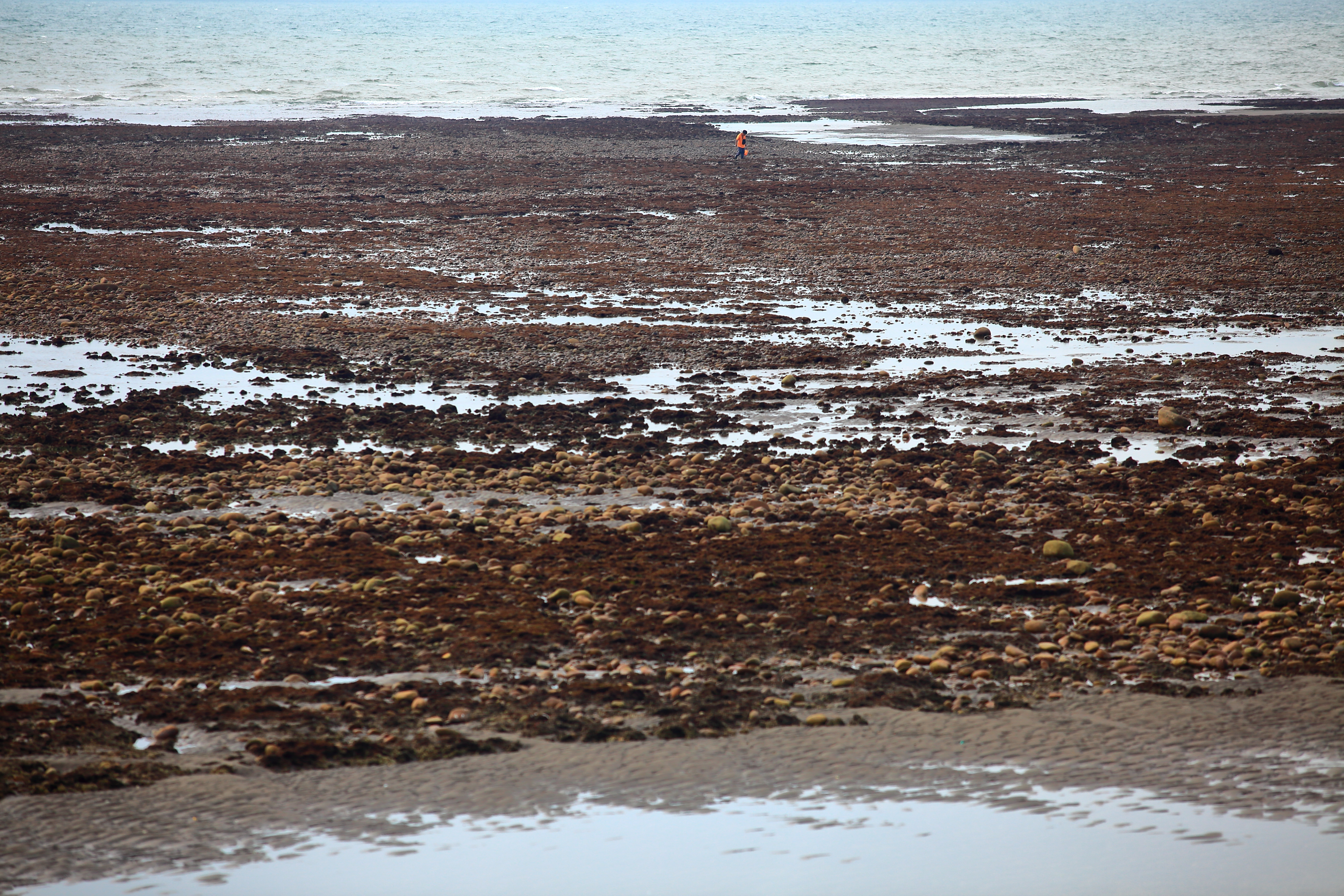
桃園市觀新藻礁生態系野生動物保護區。在照片中可見大量紅色的殼狀珊瑚藻生長於此。

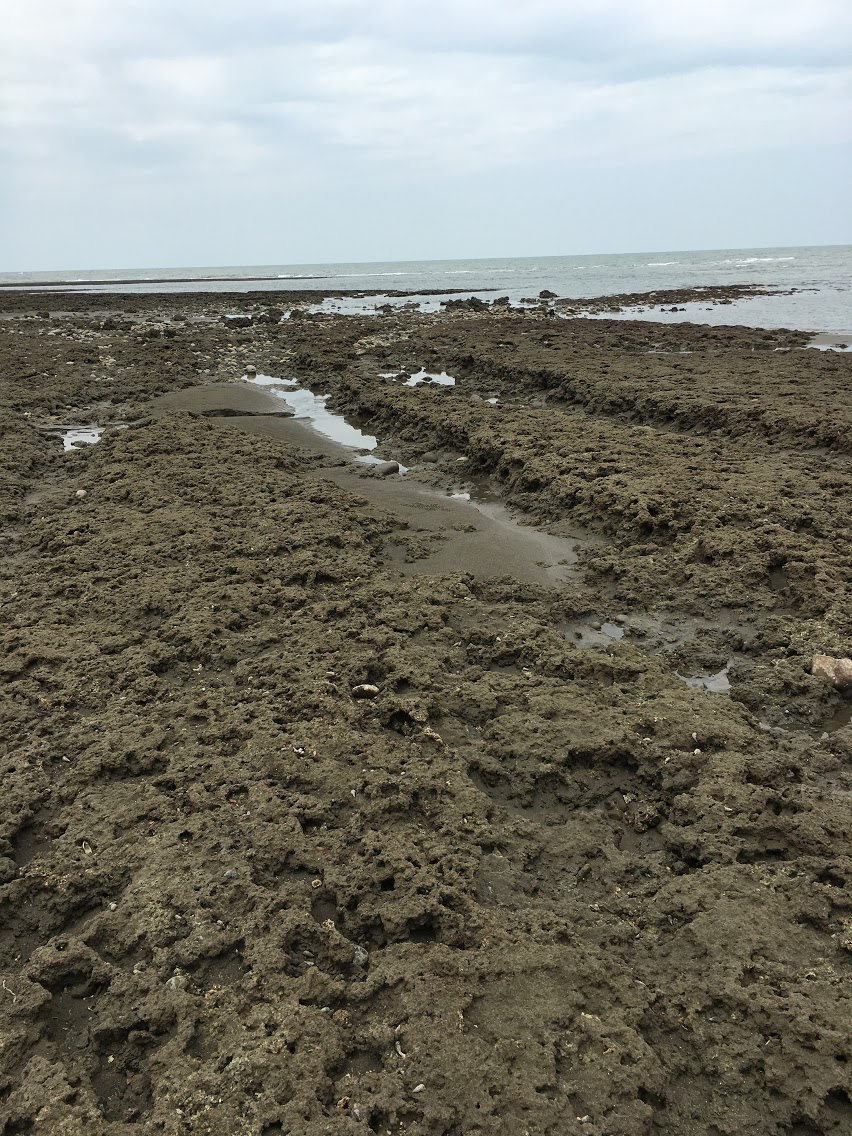
形成於卵石上的藻礁近照。

藻礁是由藻類形成的礁岩或石塊。生長在海洋或淡水湖泊的大型底棲藻類死亡後鈣化的藻體遺骸，經過長時間與週遭表層無脊椎動物粘結或膠合，加上礦化作用所形成富含碳酸鈣的生物礁體，稱為藻礁。
目前發現的藻礁主要組成藻種有紅藻門的無節珊瑚藻（non-geniculate Coralline algae），例如臺灣的桃園藻礁，及綠藻門的仙掌藻（Halimeda spp.），例如大堡礁和加勒比海的環礁部份組成。

## 與珊瑚礁差異
藻礁的形成速度較珊瑚礁慢，如枝狀珊瑚一年可生長10公分，但殼狀珊瑚藻一年僅能生長0.1公分。
珊瑚主要生活在溫暖清澈的海域，而在低光、強浪、低水溫且水質混濁的環境下適合藻類生長。